# Rhithrogena decora
Rhithrogena decora är en dagsländeart som beskrevs av Francis Day 1954. Rhithrogena decora ingår i släktet Rhithrogena och familjen forsdagsländor. Inga underarter finns listade i Catalogue of Life.